# Miguel Rodríguez Orejuela
Miguel Ángel Rodríguez Orejuela (Mariquita, Tolima, 15 de agosto de 1943) es un narcotraficante colombiano, cofundador del Cartel de Cali con su hermano Gilberto Rodríguez Orejuela. A lo largo de su vida delictiva se le conoció con el nombre de "El Señor". 
Se había iniciado en el negocio a partir de los años 1970. En su prontuario estaba el haber organizado una sociedad de tráfico de estupefacientes al lado de su hermano Gilberto, Hélmer Herrera y José Santacruz Londoño.
Capturado el 6 de agosto de 1995, cumplía una condena de siete años de prisión por narcotráfico desde agosto de 2004, hasta que a inicios de 2005, el gobierno colombiano autorizó su extradición, junto con la de su hermano Gilberto a Estados Unidos donde se procedió con el juicio por la exportación de droga a ese país; por lavado de activos fue hallado culpable y condenado a 30 años de prisión pero tras una negociación se redujo la pena a siete años, con la condición de entregar sus bienes adquiridos de manera ilícita.

## Biografía
Miguel Ángel Rodríguez Orejuela nació en Mariquita, Tolima el 15 de agosto de 1943, en el seno de una familia de seis hijos, su padre era pintor y su madre ama de casa, llegaron a la ciudad de Cali a comienzos de los años 70 en donde entró a estudiar Derecho en la Universidad Santiago de Cali.
Incursiona en el mundo del hampa de la mano de Gilberto Rodríguez Orejuela y junto a Jose Santacruz Londoño. A finales de la década de los 70 y principios de los 80 había comprado un equipo de fútbol en Cali, el América.
Cuando Gilberto estuvo detenido en España en 1984, fue Miguel quien gracias a su influencia en las altas esferas políticas de la sociedad logró traer de regreso a su hermano, en el mes de mayo de 1985 tuvo una cita con el entonces ministro de justicia Enrique Parejo González. Monto una especie de centro de operaciones en el hotel Tequendama donde todo se hacía en torno a traer a Gilberto su hermano a Colombia y conseguir su libertad, con el método del soborno.

## Captura y extradición

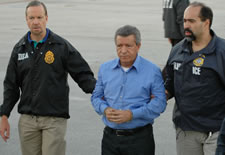
Miguel Rodríguez Orejuela capturado.

Miguel Rodríguez, fue delatado por uno de los jefes de seguridad del cártel de Cali, Jorge Salcedo; tres días antes de su captura el bloque de búsqueda allanó el apartamento 402 del edificio colinas de santa rita al oeste de Cali, quien luego de una intensa búsqueda canceló el operativo y fue aquí cuando Miguel Rodríguez logró fugarse.
Una llamada a la policía informó que Miguel Rodríguez había sido visto bajándose de un taxi que iba escoltado por otros dos vehículos e ingresando a un edificio en el oeste de Cali, inmediatamente se envió a miembros del bloque de búsqueda a hacer inteligencia en el edificio para encontrar cualquier pista que permitiera identificar cuál era el apartamento donde se encontraba Miguel Rodríguez, luego de caída la noche se vio la primera pista y era que en uno de los apartamentos un residente tenía una vela encendida, Jorge Salcedo había indicado que Miguel Rodríguez era devoto de la Virgen del Carmen, y que cada noche le encendía una veladora, con esta pista el bloque de búsqueda monto un operativo relámpago en el edificio Hacienda Buenos Aires en el oeste de Cali, en las faldas del cerro de las tres cruces, ingresaron por la parte trasera del edificio que daba a la pendiente del cerro, neutralizaron a los 2 vigilantes, y ascendieron al apartamento que ya habían ubicado. Al ingresar encontraron a dos empleadas del servicio y un empleado de Miguel Rodríguez, otros oficiales ingresaron rápidamente a la habitación donde estaba la vela encendida, allí encontraron a Miguel Rodríguez en pantaloncillos intentando entrar a una caleta que se encontraba en un armario, en ese momento se encontraba acompañado de su exesposa Amparo Arbeláez. Así el 6 de agosto de 1995 era capturado Miguel Rodríguez.
Miguel Rodríguez está pagando una condena de 30 años en la institución correccional federal Edgefield (Carolina del Sur). Mientras estuvo preso en Colombia, Miguel Rodríguez purgó su pena en las cárceles de Palmira, Cómbita, Modelo (Bogotá) y cárcel de Palogordo en San Juan de Girón de donde fue trasladado para ser extraditado.

## Caso Macri
Una filmación de 1997 mostraba a Mauricio Macri en la cárcel La Picota, de Bogotá reunido con Miguel Rodríguez. Dicha escena quedó registrada por las cámaras de seguridad de la prisión. El motivo de la reunión era por negocios, ya que Macri quería comprar el pase del portero colombiano Óscar Córdoba, que jugaba en el América de Cali, el club controlado por el cartel. Se terminó acordando primero un préstamo, y finalmente un pago de US$1 millón por el pase. Años más tarde la prensa argentina filtraría además los negocios entre su primo, Jorge Macri, y el Clan del Golfo.